# Ланиште (Кључ)
Ланиште је насељено мјесто у Босни и Херцеговини, у општини Кључ, које административно припада Федерацији Босне и Херцеговине. Према попису становништва из 1991. у насељу је живјело 25 становника.

## Становништво
| Националност       | 1991. | 1981. | 1971. | 1961. |
| Срби               | 23    | 24    | 146   |       |
| Муслимани          | 1     | 2     | 18    |       |
| Хрвати             | 1     | 1     | 4     |       |
| остали и непознато |       |       | 4     |       |
| Укупно             | 25    | 27    | 172   | '     |

| Демографија | Демографија | Демографија |
| Година      | Становника  | Становника  |
| ----------- | ----------- | ----------- |
| 1971.       | 172         |             |
| 1981.       | 27          |             |
| 1991.       | 25          |             |